# Christoph Stark (Regisseur)
Christoph Stark (* 1965 in Esslingen am Neckar) ist ein deutscher Film- und Fernsehregisseur und Drehbuchautor.

## Leben
Nach Abitur und Zivildienst ab 1988 studierte Christoph Stark Regie an der Hochschule für Fernsehen und Film München. Er arbeitete zunächst im Filmschnitt, bevor er im Jahr 2000 seinen ersten abendfüllenden Fernsehfilm inszenierte. Ein Jahr später folgte der erste Kinofilm Julietta – Es ist nicht wie du denkst, der von der Deutschen Film- und Medienbewertung mit dem Prädikat „wertvoll“ ausgezeichnet wurde. Es folgten ein weiterer Kinofilm und Fernsehproduktionen. Christoph Stark arbeitet als Regisseur, Drehbuchautor und unterrichtet an der Hamburg Media School.

## Filmografie

### Regie
- 1999: In the Ghetto (Kurzfilm)
- 2000: Das sündige Mädchen
- 2001: Julietta – Es ist nicht wie du denkst (Spielfilm)
- 2002: Die Rückkehr, ZDF
- 2003: Bloch – Tausendschönchen
- 2004: Tatort: Abgezockt
- 2005: Der Vater meiner Schwester
- 2005: Tatort: Letzte Zweifel
- 2005: Tatort: Das Lächeln der Madonna
- 2006: Bloch – Die Wut
- 2007: Tatort: Roter Tod
- 2007: Verlassen, ZDF
- 2008: Post Mortem (3 Folgen)
- 2009: Bloch – Schattenkind
- 2010: Polizeiruf 110: Zapfenstreich
- 2011: Tabu – Es ist die Seele ein Fremdes auf Erden (Spielfilm)
- 2014: Die Frau aus dem Moor, ZDF
- 2015: Spreewaldkrimi – Die Sturmnacht
- 2016: Letzte Spur Berlin (9 Folgen)
- 2017: Die Chefin (3 Folgen)
- 2018: Der Alte (2 Folgen)
- 2022: Tatort: Tyrannenmord
- 2024: Tatort: Schau mich an

### Drehbuch
- 1999: In the Ghetto
- 2001: Julietta – Es ist nicht wie du denkst – Kinofilm
- 2002: Die Rückkehr – Fernsehfilm
- 2005: Der Vater meiner Schwester – Fernsehfilm
- 2007: Verlassen – Fernsehfilm
- 2012: Stille – Kinofilm
- 2016: 24 Frames – Kinofilm
- 2017: El Perro – Serienkonzept, Gabriela Sperl
- 2018: Black Box – Serienkonzept, UFA Fiction
- 2018: Elke ist erleuchtet – Fernsehfilm
- 2024: Tatort: Schau mich an